# سايلوم سبرينغز
سايلوم سيبرينغ (بالإنجليزية: Siloam Springs)‏ ههي مدينة في مقاطعة بينتون، أركنساس، الولايات المتحدة. وفقا لتقديرات مكتب الإحصاء 2010، فإن عدد سكان المدينة 15,039. وهي جزء من منطقة فايتيفيل-سبرينغديل-روجرز العمرانية الإحصائية.
سيلوام سبرينغز هي موطن جامعة جون براون، وهي جامعة خاصة مسيحية حرة. في سبتمبر 2011، أصبحت سيلوام سبرينغز مجتمعا رئيسيا، حيث اعترفت بها في برنامج ولاية اركنسو للحفاظ على التاريخ في جهود مبذولة لصون وإعادة إحياء منطقة المدينة التاريخية.

## التركيبة السكانية
حدّد مكتب تعداد الولايات المتحدة بيانات التركيبة السكانية لسايلوم سبرينغز في تعداد الولايات المتحدة. في ما يلي، التركيبة السكانية حسب تعدادي 2000 و2010.

### تعداد عام 2000
بلغ عدد سكان سايلوم سبرينغز 10,843 نسمة بحسب تعداد عام 2000، وبلغ عدد الأسر 3,894 أسرة وعدد العائلات 2,646 عائلة مقيمة في المدينة. في حين سجلت الكثافة السكانية 362.5 نسمة لكل كيلومتر مربع (938.9/ميل2). وبلغ عدد الوحدات السكنية 4,223 وحدة بمتوسط كثافة قدره 141.2 لكل كيلومتر مربع (365.7/ميل2).
وتوزع التركيب العرقي للمدينة بنسبة 85.22% من البيض و0.49% من الأمريكيين الأفارقة و4.29% من الأمريكيين الأصليين و0.83% من الأمريكيين ذوي الأصول الآسيوية و0.08% من سكان جزر المحيط الهادئ و5.67% من الأعراق الأخرى و3.42% من عرقين مختلطين أو أكثر و14% من الهسبانيون أو اللاتينيون من أي عرق.
بلغ عدد الأسر 3,894 أسرة كانت نسبة 37.8% منها لديها أطفال تحت سن الثامنة عشر تعيش معهم، وبلغت نسبة الأزواج القاطنين مع بعضهم البعض 53.8% من أصل المجموع الكلي للأسر، ونسبة 10.6% من الأسر كان لديها معيلات من الإناث دون وجود شريك، بينما كانت نسبة 3.6% من الأسر لديها معيلون من الذكور دون وجود شريكة وكانت نسبة 32% من غير العائلات. تألفت نسبة 26.9% من أصل جميع الأسر من عدة أفراد يعيشون في نفس المنزل ونسبة 11.9% كانت تتألف من شخص يعيش بمفرده يبلغ من العمر 65 عاماً أو أكثر. وبلغ متوسط حجم الأسرة المعيشية 2.57، أما متوسط حجم العائلات فبلغ 3.11.
بلغ العمر الوسطي للسكان 29.8 عاماً. وكانت نسبة 25.9% من القاطنين تحت سن الثامنة عشر، وكانت نسبة 10.5% بين الثامنة عشر والرابعة والعشرين عاماً، ونسبة 27.6% كانت واقعةً في الفئة العمرية ما بين الخامسة والعشرين والرابعة والأربعين عاماً، ونسبة 16.9% كانت ما بين الخامسة والأربعين والرابعة والستين، ونسبة 11.4% كانت ضمن فئة الخامسة والستين عاماً فما فوق. يوجد لكل 100 أنثى 96.9 ذكر، ويوجد لكل 100 أنثى في الثامنة عشر من عمرها فما فوق 92.4 ذكر.
بلغ متوسط دخل الأسرة في المدينة 34,513 دولارًا، أما متوسط دخل العائلة فبلغ 41,153 دولارًا. وكان متوسط دخل الذكور 27,339 دولارًا مقابل 21,451 دولارًا للإناث. وسجل دخل الفرد الخاص بالمدينة 16,047 دولارًا. وكانت نسبة 9.5% من العائلات ونسبة 12.5% من السكان تحت خط الفقر، وكان من هؤلاء نسبة 17.9% تحت سن الثامنة عشر ونسبة 8.6% في الخامسة والستين من العمر وما فوق.

### تعداد عام 2010
بلغ عدد سكان سايلوم سبرينغز 15,039 نسمة بحسب تعداد عام 2010، وبلغ عدد الأسر 5,138 أسرة وعدد العائلات 3,543 عائلة مقيمة في المدينة. في حين سجلت الكثافة السكانية 502.8 نسمة لكل كيلومتر مربع (1,302.2/ميل2). وبلغ عدد الوحدات السكنية 5,707 وحدة بمتوسط كثافة قدره 190.8 لكل كيلومتر مربع (494.2/ميل2).
وتوزع التركيب العرقي للمدينة بنسبة 74.16% من البيض و0.79% من الأمريكيين الأفارقة و4.62% من الأمريكيين الأصليين و1.56% من الأمريكيين ذوي الأصول الآسيوية و0.05% من سكان جزر المحيط الهادئ و13.81% من الأعراق الأخرى و5.01% من عرقين مختلطين أو أكثر و20.80% من الهسبانيون أو اللاتينيون من أي عرق.
بلغ عدد الأسر 5,138 أسرة كانت نسبة 41.1% منها لديها أطفال تحت سن الثامنة عشر تعيش معهم، وبلغت نسبة الأزواج القاطنين مع بعضهم البعض 51.3% من أصل المجموع الكلي للأسر، ونسبة 12.7% من الأسر كان لديها معيلات من الإناث دون وجود شريك، بينما كانت نسبة 4.9% من الأسر لديها معيلون من الذكور دون وجود شريكة وكانت نسبة 31% من غير العائلات. تألفت نسبة 24.8% من أصل جميع الأسر من عدة أفراد يعيشون في نفس المنزل ونسبة 8.8% كانت تتألف من شخص يعيش بمفرده يبلغ من العمر 65 عاماً أو أكثر. وبلغ متوسط حجم الأسرة المعيشية 2.73، أما متوسط حجم العائلات فبلغ 3.24.
بلغ العمر الوسطي للسكان 28.7 عاماً. وكانت نسبة 27.7% من القاطنين تحت سن الثامنة عشر، وكانت نسبة 16.6% بين الثامنة عشر والرابعة والعشرين عاماً، ونسبة 26.9% كانت واقعةً في الفئة العمرية ما بين الخامسة والعشرين والرابعة والأربعين عاماً، ونسبة 19% كانت ما بين الخامسة والأربعين والرابعة والستين، ونسبة 9.8% كانت ضمن فئة الخامسة والستين عاماً فما فوق. وتوزع التركيب الجنسي للسكان بنسبة 49% ذكور و51% إناث.

## المناخ
يظهر الجدول التالي التغييرات المناخية على مدار السنة لسايلوم سبرينغز:
| البيانات المناخية لـسايلوم سبرينغز | البيانات المناخية لـسايلوم سبرينغز | البيانات المناخية لـسايلوم سبرينغز | البيانات المناخية لـسايلوم سبرينغز | البيانات المناخية لـسايلوم سبرينغز | البيانات المناخية لـسايلوم سبرينغز | البيانات المناخية لـسايلوم سبرينغز | البيانات المناخية لـسايلوم سبرينغز | البيانات المناخية لـسايلوم سبرينغز | البيانات المناخية لـسايلوم سبرينغز | البيانات المناخية لـسايلوم سبرينغز | البيانات المناخية لـسايلوم سبرينغز | البيانات المناخية لـسايلوم سبرينغز | البيانات المناخية لـسايلوم سبرينغز |
| الشهر                              | يناير                              | فبراير                             | مارس                               | أبريل                              | مايو                               | يونيو                              | يوليو                              | أغسطس                              | سبتمبر                             | أكتوبر                             | نوفمبر                             | ديسمبر                             | المعدل السنوي                      |
| ---------------------------------- | ---------------------------------- | ---------------------------------- | ---------------------------------- | ---------------------------------- | ---------------------------------- | ---------------------------------- | ---------------------------------- | ---------------------------------- | ---------------------------------- | ---------------------------------- | ---------------------------------- | ---------------------------------- | ---------------------------------- |
| الدرجة القصوى °ف (°م)              | 77 (25)                            | 83 (28)                            | 90 (32)                            | 91 (33)                            | 92 (33)                            | 103 (39)                           | 111 (44)                           | 109 (43)                           | 102 (39)                           | 96 (36)                            | 83 (28)                            | 79 (26)                            | 111 (44)                           |
| متوسط درجة الحرارة الكبرى °ف (°م)  | 45 (7)                             | 51 (11)                            | 59 (15)                            | 69 (21)                            | 76 (24)                            | 84 (29)                            | 89 (32)                            | 89 (32)                            | 81 (27)                            | 71 (22)                            | 57 (14)                            | 48 (9)                             | 68 (20)                            |
| متوسط درجة الحرارة الصغرى °ف (°م)  | 23 (−5)                            | 28 (−2)                            | 36 (2)                             | 44 (7)                             | 53 (12)                            | 62 (17)                            | 67 (19)                            | 66 (19)                            | 59 (15)                            | 47 (8)                             | 36 (2)                             | 27 (−3)                            | 46 (8)                             |
| أدنى درجة حرارة °ف (°م)            | −12 (−24)                          | −10 (−23)                          | −7 (−22)                           | 20 (−7)                            | 30 (−1)                            | 43 (6)                             | 46 (8)                             | 42 (6)                             | 31 (−1)                            | 20 (−7)                            | 5 (−15)                            | −8 (−22)                           | −12 (−24)                          |
| الهطول إنش (مم)                    | 2.27 (58)                          | 2.20 (56)                          | 4.32 (110)                         | 4.31 (109)                         | 5.20 (132)                         | 4.84 (123)                         | 3.54 (90)                          | 3.35 (85)                          | 5.05 (128)                         | 3.68 (93)                          | 4.82 (122)                         | 3.42 (87)                          | 47 (1٬193)                         |
| متوسط تساقط الثلوج إنش (سم)        | 3.3 (8.4)                          | 1.6 (4.1)                          | 1.9 (4.8)                          | 0 (0)                              | 0 (0)                              | 0 (0)                              | 0 (0)                              | 0 (0)                              | 0 (0)                              | 0.1 (0.25)                         | 0.2 (0.51)                         | 2.0 (5.1)                          | 9.1 (23.16)                        |
| المصدر: The Weather Channel        |                                    |                                    |                                    |                                    |                                    |                                    |                                    |                                    |                                    |                                    |                                    |                                    |                                    |